# جورج برينتون ماكليلان
جورج برينتون ماكليلان (بالإنجليزية: George Brinton McClellan) (3 ديسمبر 1826 - 29 أكتوبر 1885) كان جندي ومهندس وسياسي أمريكي.

## روابط خارجية
- جورج برينتون ماكليلان على موقع الموسوعة البريطانية (الإنجليزية)
- جورج برينتون ماكليلان على موقع إن إن دي بي (الإنجليزية)